# Асока Тано
Асока Тано (енгл. Ahsoka Tano) лик је из франшизе Ратови звезда. Представљена као падаван Анакина Скајвокера, споредни је лик анимираног филма Ратови звезда: Ратови клонова из 2008. и његове накнадне телевизијске серије. Асока се поново појављује у серији Ратови звезда: Побуњеници, а камео улогу има у играном филму Ратови звезда: Успон Скајвокера из 2019. године. Ешли Екштајн позајмљује глас Асоки у свим овим издањима. Асока је такође главни протагониста истоименог романа, чију је аудио-верзију проповедала. Свој играни деби остварила је у другој сезони серије Мандалорац, у којој је тумачила Росарио Досон. Досонова је поновила своју улогу у серији Књига Боба Фета, као и у предстојећој сопственој серији, Асока.
Иако се у почетку није свидела обожаваоцима и критичари, Асока се касније развила у сложенији лик и постала миљеник обожаваоца. Као контраст Анакина Скајвокера, Асока је истакнута као „снажан женски лик” франшизе.